# 昂肯
昂肯（Onchan）是曼島上的一個村莊和教區，位於曼島北部。雖然在行政地位上昂肯只是個村莊，但昂肯是曼島人口第二多的居民點，僅次於道格拉斯。

## 外部連結
- Onchan online （页面存档备份，存于）
- St Peter's Church, Onchan （页面存档备份，存于）
- GeoHive Census 2001 Information （页面存档备份，存于）
- Onchan Silver Band website
- Kenyon's Youth Café website （页面存档备份，存于）
- Second Onchan Scout Group website （页面存档备份，存于）